# Pitkäpohjanlahti
Pitkäpohjanlahti är en del av en sjö i Finland. Den ligger i S:t Michel i landskapet Södra Savolax, i den södra delen av landet, 210 km nordost om huvudstaden Helsingfors. Pitkäpohjanlahti ligger 95 meter över havet. I omgivningarna runt Pitkäpohjanlahti växer i huvudsak blandskog.